# SRAM (自転車メーカー)
SRAM（SRAM Corporation 、スラム）はアメリカ合衆国の自転車パーツメーカーである。
主にマウンテンバイク用のパーツを製造していたが、現在はロードバイクのパーツも製造している。またドイツのザックス（Sachs ）の自転車パーツ部門を買収、内装ギアも製造している。

## SRAM傘下にある主なブランド
- ZIPP（カーボンホイール）
- ROCKSHOX（サスペンション）
- QUARQ（パワーメーター）
- TIME（ペダル）
- TRUVATIV（MTB用パーツ）
- Hammerhead（サイクルコンピュータ）

## 使用チーム
2023年ではUCIワールドチームに所属している18チーム中3チームがSRAMを採用、UCIウィメンズワールドチームでは全15チーム中7チームが採用している。
中でもグランツールを制したチームユンボヴィスマやモビスターチーム、チームSDワークスが採用していたことで、SRAMは2023年の全グランツールを男女で制覇したコンポーネントメーカーとなった。
また、SRAMがスポンサードしているCANYON//SRAMレーシングもUCIウィメンズワールドチームに所属している。

## MTB用コンポーネント

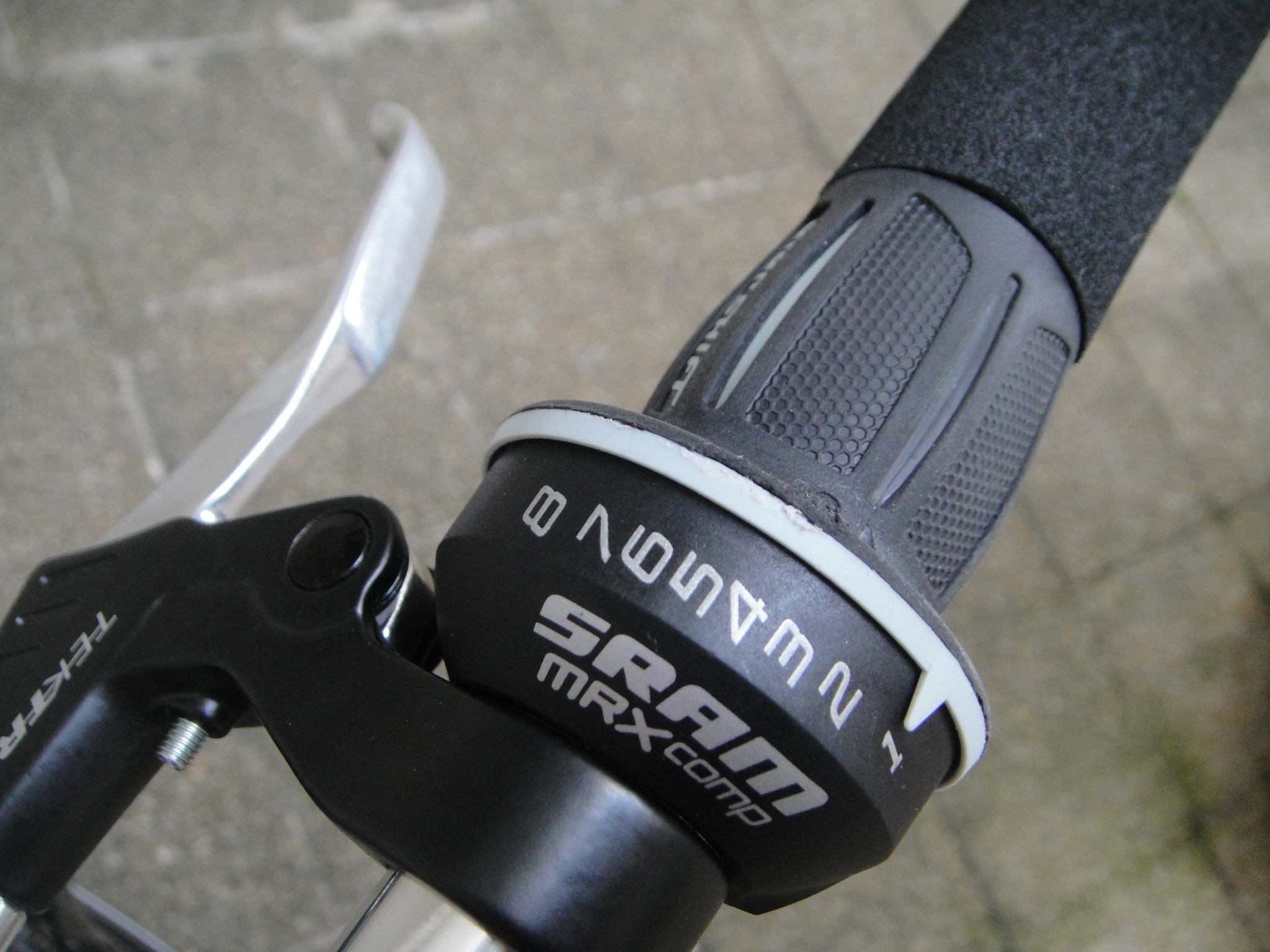
SRAM MRX COMP

グリップシフト（現ツイスターシフター）を生み出した会社であり、他にも親指1本で操作できるシフターであるトリガーシフターをラインナップに入れている。両方とも独自規格へ変更されたが、未だにシマノ用のシフターは販売している。
バリエーションについては最上級のXXからX.0、X.9、X.7、X-5、X.4、X.3となっている。X.0には現在フロントディレーラーが用意されておらずリアディレイラーのみとなっている。シフターはX-5のみツイスターが選べずトリガーシフターのみ、3.0は逆にトリガーシフターが選べずツイスターのみとなっている。Xシリーズはフロントはシマノ、リアはSRAMという混在も可能。SRAMのフロント変速性能が劣るため、この構成で採用する完成車メーカーも多い。
2009年、フロント2速、リア10速の最上位モデルであるXXが発売された。
2012年、フロント1速、リア11速の最上位モデルであるXX1が発表された。リアカセットは42-10となり、従来のリアハブとの互換性はなくなった。フロント1速（つまりフロント側はシングルギヤで変速機なし）は、プロ選手の支持を得て、MTBコンポーネントの主流となった。フロント変速機でアドバンテージを持つシマノもこれに追従せざるをえなくなり、MTB領域での顧客数をシマノから奪うことになった。2016年、上級機種のXX1イーグル、X01イーグルでリヤの12速化を成し遂げ、11速のままのシマノに差をつけた。スプロケットも10-50Tを導入している。

## ロード用コンポーネント
SRAMは以前からシマノ互換のスプロケットやクランクセットなどを販売していたが、2005年に独自規格のロードバイク用コンポーネント・セットを発表。カンパニョーロ、シマノに続く第3のコンポーネント・セット・サプライヤとなった。グループは3種類で、高価な順にレッド、フォース、ライヴァルと名付けられている（2010年2月にライヴァルの下位モデルであるエイペックスが発表された）。ディレイラーやシフトレバーは独自規格で他社との互換性を持たないが、チェーンリング、スプロケット、ローラーチェーンはシマノの10速モデルとの互換性があり、パーツの流用が可能となっている。実際ツール・ド・フランス2009でもSRAMディレーラー+7800系デュラエースチェーンという組みあわせはよく見られた。
SRAMのロード用コンポーネントが発売されたのは2006年春で、レッドの供給開始は2007年秋であるが、2008年5月に開催されたジロ・デ・イタリア（レッドのグランツールデビュー戦）では総合優勝のアルベルト・コンタドール（アスタナ・チーム）、総合2位のリカルド・リッコ（サウニュエル・デュバル・スコット）が所属するチームがレッドを採用していた。
最大の特徴は、一本のレバーを1段押し込むとシフトアップ、2-4段押し込むと、それに合わせて1-3段シフトダウンするという「ダブルタップレバー」である。